# Edinburg, Illinois
Edinburg là một làng thuộc quận Christian, tiểu bang Illinois, Hoa Kỳ. Năm 2010, dân số của làng này là 1078 người.

## Dân số
Dân số qua các năm:
- Năm 2000: 1135 người.
- Năm 2010: 1078 người.